# L'Accord parfait
L'Accord parfait est un tableau d'Antoine Watteau, le pendant du tableau du même peintre, La Surprise. Il est aujourd'hui conservé au Musée d'art du comté de Los Angeles aux États-Unis.

## Histoire
Le premier propriétaire en est Nicolas Hénin un proche d'Antoine Watteau, conseiller du roi. Ils auraient été vendus séparément vers 1756.

## Thème
L'Accord parfait est une fête galante, le genre pictural de prédilection d'Antoine Watteau. Au sein de paysages champêtres, l'artiste place des assemblées d'hommes et de femmes issus de l'aristocratie s'adonnant à des activités plaisantes. Antoine Watteau illustre précisément plusieurs loisirs dans L'Accord parfait : la musique, la lecture et la discussion.
L'oeuvre est gravée par Bernard Baron vers 1730, permettant ainsi de la diffuser en Europe. Il existe plusieurs autres fêtes galantes de petits formats peints par Antoine Watteau, comme Les Deux Cousines, Le Plaisir Pastoral, ou encore Les Bergers.